# Jaguaré
Jaguaré är en kommun i Brasilien.   Den ligger i delstaten Espírito Santo, i den sydöstra delen av landet, 900 km öster om huvudstaden Brasília. Antalet invånare är 24 718.
I omgivningarna runt Jaguaré växer i huvudsak städsegrön lövskog. Runt Jaguaré är det ganska tätbefolkat, med 72 invånare per kvadratkilometer.